# 清华大学科学馆
40°00′10″N 116°19′26″E / 40.0028136°N 116.3239291°E

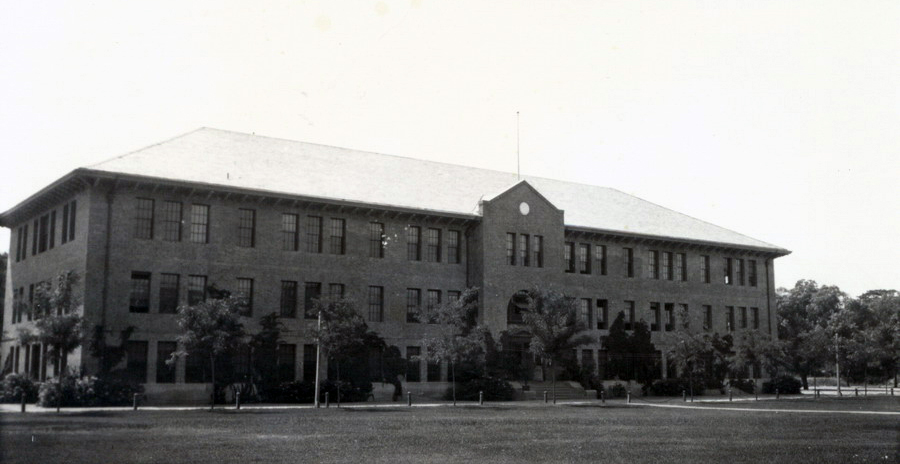
1934年《清华周刊》上的科学馆照片

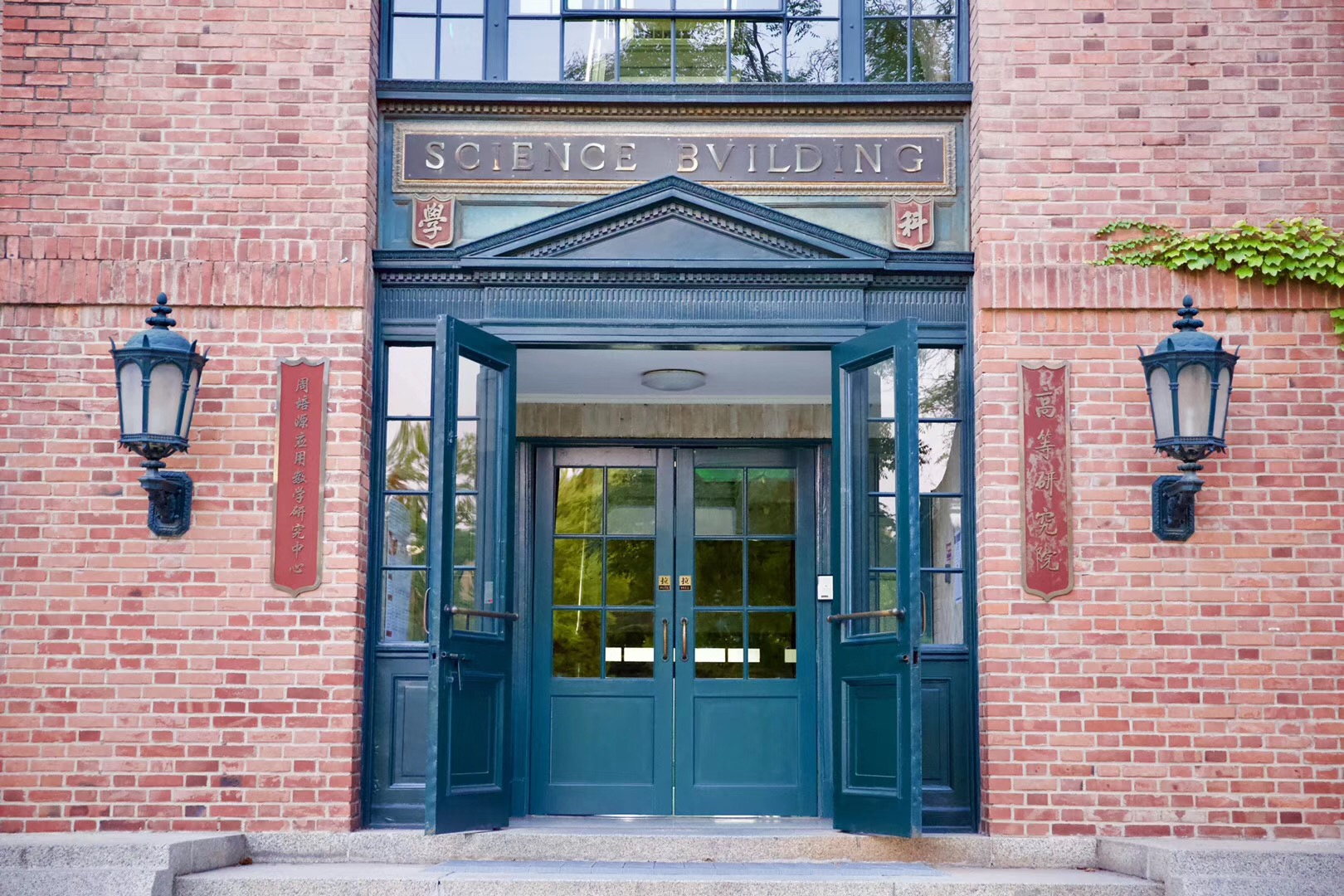
清華大學科學館正門

清华大学科学馆始建于1917年，为三层混合结构建筑，位于清华大礼堂前草坪西侧，位于西阶和二教之间，最初作为理科实验场所，文革期间顶层遭焚烧，近年来作为物理系和近代物理研究所所在地。

## 历史
科学馆始建于1917年4月，1919年9月竣工，美国建筑家亨利·墨菲（H. K. Merphy）设计，公顺记（Kung Sung Kee）包工，总面积3550平方米，造价12.4万元，三层建筑最高处17.6米。
大门以黄铜建造，门额刻有“科学”二字和“SCIENCE BVILDING”，建筑质地坚固，為磚木混凝土的混合結構，紅磚牆、板岩瓦頂（現改為水泥瓦）。
最初作为理科实验室，拥有大小教室、声光热力电物理实验设备、生物设备、化学设备等。此外设有巨型风机为全楼通风。
1926年作为新建的物理系系馆，到1931年已有3000余件先进实验仪器。1932年8月，举行中国物理学会第一次年会暨成立大会。
1952年院系調整後，物理系調整到北京大學，留下的部分人員成立物理教研組，在科學館負責全清華的物理實驗。
文革期间曾成为清华大学井冈山兵团两派的武斗重地，在清华大学百日武斗中作为“414派”重要据点被“团派”纵火焚毁顶层，后修复。
1999年，理学院楼建成，物理系馆迁出，但仍作为物理系实验教学场所。
2001年，科學館被国务院正式公布为第五批全国重点文物保护单位。2016年被列入為“首批中国20世纪建筑遗产”。